# Каммін (Росток)
Каммін (нім. Cammin) — громада в Німеччині, розташована в землі Мекленбург-Передня Померанія. Входить до складу району Росток. Складова частина об'єднання громад Тессін.
Площа — 32,15 км2. Населення становить 757 ос. (станом на 31 грудня 2020).